# Amphineurus leaski
Amphineurus leaski är en tvåvingeart som beskrevs av Günther Theischinger 1996. Amphineurus leaski ingår i släktet Amphineurus och familjen småharkrankar. Inga underarter finns listade i Catalogue of Life.